# Lo Lieh
Lo Lieh (en chinois : 罗烈, de son vrai nom Wang Lap-tat), né à Pematangsiantar (Indes orientales néerlandaises, actuellement Indonésie) le 29 juin 1939 et mort à Shenzhen (Chine) le 2 novembre 2002, est un acteur et réalisateur hongkongais pratiquant les arts martiaux.

## Biographie
Né en Indonésie, il émigre à Hong Kong pendant son adolescence. En 1962 il rejoint l'école d'acteurs de la Shaw Brothers où il signe un contrat à la fin de sa formation. Après divers rôles de figurant il apparait dans un second rôle marquant dans Temple of the Lotus rouge puis connaît la célébrité grâce aux films de Chang Cheh avant d'obtenir un premier rôle dans The Flying Dagger en 1969. En 1972 il joue dans La Main de fer qui est censé être le premier film hongkongais à être distribué aux états-unis. A l'expiration de son contrat à la Shaw en 1973, il forme sa propre compagnie de production, qui est un échec. Il se spécialise ensuite dans les rôles de "méchant", pour des productions hongkongaises et internationales. En 1985, il tente à nouveau de se lancer dans la production en Chine continentale mais doit rentrer la tête basse à Hong Kong en 1988 après avoir essuyé de lourdes pertes. Il joue ensuite beaucoup à la télévision. Après un dernier rôle marquant en 2001 dans Glass Tears, il meurt l'année suivante d'une défaillance cardiaque.

## Filmographie partielle

### Comme acteur
- 1964 : The Dancing Millionairess : un client d'une boîte de nuit
- 1965 : Temple of the Red Lotus : Du Zhuang
- 1966 : Le Trio magnifique de Chang Cheh
- 1967 : The Sword and the Lute : Tu Ding
- 1967 : The Thundering Sword
- 1968 : Le Retour de l'hirondelle d'or de Chang Cheh
- 1969 : The Invincible Fist de Chang Cheh
- 1969 : The Singing Thief  de Chang Cheh
- 1970 : Brothers Five : un des cinq frères éponymes
- 1971 : Les Griffes de jade de Ho Meng-hua
- 1972 : La Main de fer de Chang-hwa Chung
- 1972 : Les Maîtres de l'épée
- 1972 : Les 14 Amazones : un prince barbare
- 1974 : La Brute, le Colt et le Karaté (Là dove non batte il sole) d'Antonio Margheriti : Ho Chiang
- 1974 : Les Trois Supermen du kung-fu (Crash! Che botte... Strippo strappo stroppio)
- 1975 : Black Magic
- 1976 : Black Magic 2
- 1976 : La Guerre des clans de Chu Yuan
- 1976 : Le Sabre infernal de Chu Yuan : Yen Nan-fei, un expert en arts martiaux
- 1977 : La Fureur du tigre (Fist of Fury II) de Iksan Lahardi et Tso-nam Lee
- 1977 : Le Tigre de Jade de Chu Yuan
- 1977 : Les Exécuteurs de Shaolin de Liu Chia-liang
- 1978 : La 36e Chambre de Shaolin de Liu Chia-liang
- 1978 : Heaven Sword and Dragon Sabre : Tse Shun
- 1979 : Le Prince et l'arnaqueur de Liu Chia-liang
- 1979 : Le Singe fou du kung-fu de Liu Chia-liang
- 1980 : L'Enfer des armes de Tsui Hark
- 1980 : Le Poing mortel du dragon (réalisé par lui-même)
- 1981 : The Story of Woo Viet de Ann Hui
- 1984 : Secret Service of the Imperial Court de Lu Chun-ku
- 1988 : Dragons Forever de Sammo Hung
- 1989 : Just Heroes de John Woo : un mercenaire vieillissant
- 1989 : The Truth: Final Episode
- 1990 : Tiger Cage 2 de Yuen Woo-ping
- 1991 : Le Parrain de Hong Kong de Poon Man-kit
- 1991 : Hong Kong Godfather de Ho Cheuk-wing
- 1991 : The Tigers
- 1991 : Sex and Zen
- 1993 : Flying Dagger

### Comme réalisateur
- 1980 : Clan of the White Lotus
- 1991 : Hong Kong Godfather (Tian zi men sheng)